# Поленове кесе
Поленове кесе (loculi) су део прашника биљке. Налазе се на врху прашничког конца у прашници (anthera).

## Анатомска грађа
Анатомска грађа прашничког конца и поленових кеса је у почетку њиховог развоја скоро иста, али се касније јављању разлике, пре свега због разлика у њиховим улогама. Младе поленове кесе сачињавају меристемске ћелије. Тада поленове кесе имају карактеристичан трапезаст облик, јер се у периферним слојевима развијају групе ћелија. У сваком углу се зачиње прашничко гнездо чије се ћелије интензивно деле и образују тзв. археспоријум. Ћелије археспоријума ће дати две или више ћелија, од којих ће неке остати испод епидермиса и дати мезофил прашника, а друге ће остати у унутрашњости археспоријалног ткива и оне ће постати претече поленових зрна.

## Улога
У поленовим кесама настају поленова зрна и тај процес се назива микроспорогенеза.